# Kukko
Kukko är finskt glutenfri ölmärke bryggt och ägt av bryggeriet Laitilan Wirvoitusjuomatehdas sedan år 2001. Det mesta av Kukko säljs på burk och flaska.
Kukko skiljer sig från många andra ölsorter genom att den tillverkas med hjälp av vindkraft.
Ordet Kukko betyder tupp på finska och en sådan finns även på bryggeriets logotyp. Tuppen kommer från Letalas kommunvapen.
År 2003, fick Kukko Pils i Tammerfors utmärkelsen den bästa inhemska ölen.

## Varianter
- Kukko Pils III (4,5 %, Pilsner)
- Kukko Vahva Pils (5,5 %, Pilsner)
- Kukko Tumma III (4,5 %, dark)
- Kukko Lager III (4,7 %, Lager)
- Kukko Vaalea III Olut (4,7%, blond)
- Kukko Portteri (6,5 %, Porter)